# Sedico
Sedico est une commune italienne de la province de Belluno, dans la région Vénétie.

## Administration
| Période                                  | Période | Identité | Étiquette | Qualité |
| ---------------------------------------- | ------- | -------- | --------- | ------- |
|                                          |         |          |           |         |
| Les données manquantes sont à compléter. |         |          |           |         |

### Communes limitrophes
Belluno, Gosaldo, La Valle Agordina, Limana, Longarone, Mel (Italie), Rivamonte Agordino, Santa Giustina, Sospirolo, Trichiana